# (17383) 1981 EE12
A (17383) 1981 EE12 a Naprendszer kisbolygóövében található aszteroida. Schelte J. Bus fedezte fel 1981. március 1-jén.